# Deraeocoris annulipes
Deraeocoris annulipes is een wants uit de familie van de blindwantsen (Miridae). De soort werd het eerst wetenschappelijk beschreven door Gottlieb August Wilhelm Herrich-Schäffer in 1842.

## Uiterlijk
De tamelijk ovaal gevormde, grijsbruine blindwants heeft volledige vleugels en kan 6,5 tot 7 mm lang worden. Net als bij de andere halsbandwantsen is er een duidelijke ring tussen het halsschild en de kop. De voorvleugels en het halsschild zijn grijsbruin met donkere stippels en donkere tekening tot aan de cuneus. Het halsschild heeft een lichte middenstreep in de lengte en aan de achterkant een lichte rand. Het doorzichtige deel van de vleugels is donkergrijs. De antennens zijn zwart, net als de kop . De pootjes zijn donkerbruin met twee lichte ringen om de schenen.

## Leefwijze
De soort kent één generatie per jaar en overwintert als eitje. De nimfen komen uit de eitjes in mei. De volwassen dieren zijn van eind mei tot juni te vinden in bossen op Larix (lork).

## Leefgebied
De wants is zeldzaam in Nederland en komt verspreid voor in het binnenland. Het verspreidingsgebied is Palearctisch, van Europa tot Oost-Azië.